# مثل شیشه
مثل شیشه یک مجموعه تلویزیونی محصول سال ۱۳۹۰ به کارگردانی جواد مزدآبادی، نویسندگی وحید حسن‌زاده و تهیه‌کنندگی  سید حسین حسینی می‌باشد که از شبکه یک پخش شد. ابتدا قرار بود این سریال در چهار قسمت تهیه شود اما با تغییراتی که در فیلمنامه صورت گرفت به هفت قسمت افزایش یافت.

## خلاصه داستان
آرش و ندا زوج جوانی هستند که از کاشان به تهران می‌آیند. با وارد شدن کاوه در زندگی آنها، آن دو با یک گروه قاچاق مواد مخدر بین‌المللی که دست به تولید شیشه می‌زنند، آشنا می شوند. پس از مدتی آرش معتاد می‌شود و راهی بیمارستان می‌شود. ندا برای انتقام از قاچاقچیان به همراه کاوه محموله مواد قاچاقچیان را می‌دزدد و...

## بازیگران
- سام درخشانی در نقش کاوه صمدی، دوست آرش
- زیبا بروفه در نقش ندا نوروزی، همسر آرش
- امیرمحمد زند در نقش سرگرد مهدی فروزش
- حسن جوهرچی در نقش سرهنگ هاتف
- امیر غفارمنش در نقش آرش جاوید، دوست کاوه و همسر ندا
- علی اوسیوند در نقش ساسان، دستیار نارسیس
- فقیه سلطانی در نقش آزاده، خواهر آرمان
- وحید شیخ‌زاده در نقش آرمان، برادر آزاده
- فریبا نادری در نقش سروان احمدی
- هاله میرهادی در نقش دختر نارسیس، همسر ساسان
- کاظم افرندنیا در نقش نارسیس

## ترانه مثل شیشه
قطعه مثل شیشه که تیتراژ پایانی این فیلم بود اثر هنرمند موسیقی، مرتضی پاشایی است. 

## ترانه تو راست میگی
قطعه تو راست میگی که از کار های شاخص مرتضی پاشایی شناخته می شود نیز برای این فیلم خوانده شده است. 

## جستار های وابسته
- جواد مزدابادی
- مرتضی پاشایی

سام درخشانی